# Sonate pour piano no 22 de Beethoven

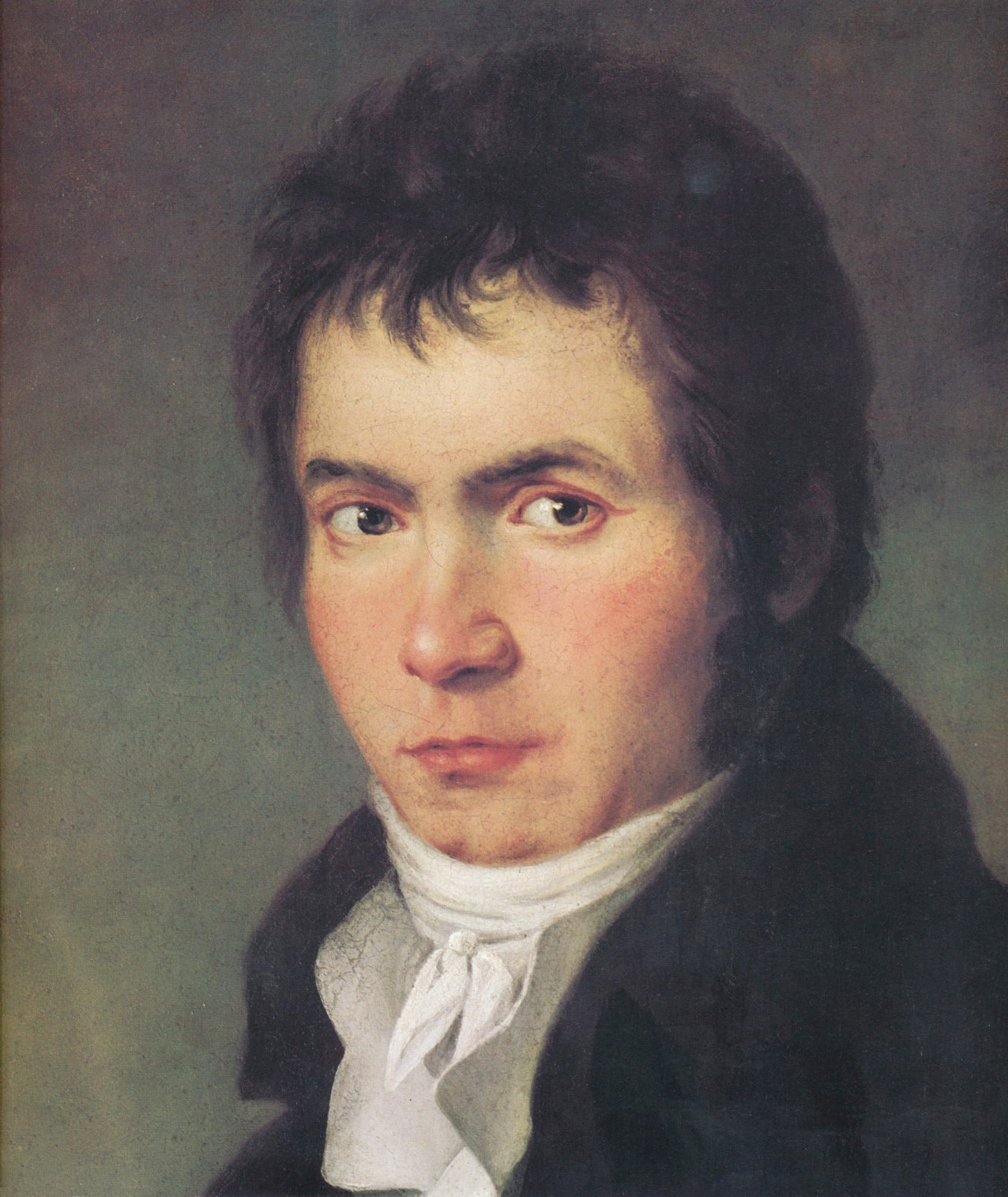
Ludwig van Beethoven

La Sonate pour piano no 22 en fa majeur, opus 54, de Ludwig van Beethoven, fut composée en 1804 dans les mois qui suivirent l'achèvement de la Sonate Waldstein et de la Symphonie héroïque initialement dédiée à Napoléon. Elle fut publiée en avril 1806, sans dédicace.
Elle comporte deux mouvements et son exécution dure environ 13 minutes :
1. In Tempo d'un Menuetto (sic)
2. Allegretto – piu allegro